# Luther Burden
Luther Dean „Ticky” Burden (ur. 28 lutego 1953 w Haines City, zm. 29 października 2015 w Winston-Salem) – amerykański koszykarz, występujący na pozycji rzucającego obrońcy, reprezentant kraju.
Przedwczesne zakończenie kariery spowodowała kontuzja kolana.
W 1981 został skazany za udział w napadzie na bank, podczas którego skradziono 18000 dolarów, miało to miejsce w Hempstead. Zdarzenie miało miejsce rok wcześniej i brały w nim udział jeszcze trzy inne osoby. Jedna z nich zeznawała przeciwko niemu. Po zakazaniu spędził dwa lata w więzieniu Auburn Correction Facility, zanim sędzia odrzucił zarzuty napadu w 1984. Wygrał apelację, ponieważ policja nie miała nakazu, wchodząc do jego mieszkania i znajdując skradzione pieniądze.

## Osiągnięcia
Na podstawie, o ile nie zaznaczono inaczej.

### NCAA
- Wybrany do:
  - II składu All-American (1975)
  - I składu WAC (1974, 1975)

### ABA
- Wybrany do I składu debiutantów ABA (1976)[3]

### Reprezentacja
- Mistrz igrzysk panamerykańskich (1975)[4]
- Brązowy medalista mistrzostw świata (1974)[5]